# Papillaria subulifolia
Papillaria subulifolia là một loài Rêu trong họ Meteoriaceae. Loài này được (Besch.) A. Jaeger miêu tả khoa học đầu tiên năm 1877.